# 谭建荣
谭建荣（1954年10月—），男，浙江湖州人，中国机械工程专家。浙江大学求是特聘教授，博士生导师。主要研究研究为机械设计及理论、计算机辅助设计与图形学、数字化设计与制造。曾任浙江大学机械工程及自动化系主任、浙江大学流体动力与机电系统国家重点实验室学术委员会副主任、浙江大学CAD&CG国家重点实验室副主任、浙江大学工程与计算机图形学研究所所长。

## 生平
先后取得华中科技大学工学硕士和浙江大学数学系理学博士学位。

## 社会兼职
担任西北工业大学、中国矿业大学、武汉科技大学的特聘教授。

## 荣誉
2007年当选中国工程院院士。